# Gordon F. Moore Community Park
Der Gordon F. Moore Community Park ist ein 704 acre (284 Hektar) großer Park mit der Anschrift 4550 College Avenue im Osten von Alton, Illinois. Zum Park zählen acht Tennisplätze, ein 27-Loch-Golfplatz, sechs Picnic-Bereiche und sechs Spielplätze. 
Am 26. Juni 2024 trat unter dem Kunstrasen des Fußballplatzes ein 30 m tiefer Tagebruch auf, vermutlich von einem Bergwerk verursacht. Die notwendige Schließung des Parks bedeutete neben Beeinträchtigungen für den Sport auch wirtschaftliche Verluste im Fremdenverkehr.